# Phiêu lưu cùng Gulliver
Phiêu lưu cùng Gulliver là một chương trình truyền hình thực tế do Tập đoàn Truyền thông Nhật Bản Kansai TV (KanTele) phối hợp với Đài Tiếng nói Việt Nam (VOV) và Đài Truyền hình Kỹ thuật số VTC của Việt Nam sản xuất, được phát sóng từ ngày 23 tháng 10 năm 2017. Đây là phiên bản Việt Nam của chương trình truyền hình nổi tiếng Run! Gulliver! của đài truyền hình Kansai TV (Nhật Bản). Các nhân vật tham gia chương trình sẽ đi qua nhiều điểm đến nổi tiếng của Nhật Bản và Việt Nam, khám phá những nét văn hóa đặc sắc và điểm nhấn ở mỗi vùng miền.

## Định dạng
Mỗi cặp người chơi ở mỗi hành trình sẽ được phân vai theo hình thức trả lời câu hỏi nhanh. Người giành chiến thắng sẽ vào vai King/Queen và được tận hưởng một chuyến đi xa hoa, trong khi người còn lại sẽ trở thành Gulliver, người thực hiện những thử thách do chương trình đưa ra và bị tịch thu toàn bộ tiền và các phương tiện liên lạc. King/Queen và Gulliver sẽ đi theo những lộ trình khác nhau để đi đến địa điểm cuối,  nơi họ sẽ gặp nhau và chia sẻ về những trải nghiệm trong các thử thách đã qua hay những món quà lưu niệm mà họ nhận được.

## Sản xuất

### Lịch sử
Năm 2017, Đài Tiếng nói Việt Nam và Tập đoàn Truyền thông Kansai TV (Nhật Bản) đã tiến hành ký kết hợp tác dự án sản xuất chương trình truyền hình thực tế Phiêu lưu cùng Gulliver với mục đích nâng cao mối quan tâm của người Việt Nam đối với du lịch và các sản phẩm của Nhật Bản. Đầu tháng 9 năm 2017, chương trình đã công bố trailer chính thức cho mùa đầu tiên, ấn định thời điểm lên sóng vào tháng 10 cùng năm. Mùa đầu tiên của chương trình bao gồm 6 nghệ sĩ: diễn viên Việt Anh, ca sĩ - người mẫu Ái Phương, MC Hoàng Anh Duy, MC - bình luận viên Lê Anh, ca sĩ Miko Lan Trinh và diễn viên Trang Cherry. Theo chia sẻ của nhà sản xuất, thông qua hành trình đối lập của hai người chơi trong mỗi tập, văn hóa, con người và cảnh sắc thiên nhiên tươi đẹp của Nhật Bản sẽ được giới thiệu một cách tự nhiên với nhiều thông tin, tình tiết thú vị.

## Các mùa đã phát sóng

### Mùa 1
- Các nghệ sĩ tham gia: diễn viên Việt Anh, ca sĩ - người mẫu Ái Phương, MC Hoàng Anh Duy, MC - Bình luận viên Lê Anh, ca sĩ Miko Lan Trinh và diễn viên Trang Cherry.
- Các điểm đến: Hokkaido, Tokyo, Okayama, Hiroshima, Kyushu, Kagoshima.

### Mùa 2
- Các nghệ sĩ tham gia: diễn viên Việt Anh, diễn viên – ca sĩ Quỳnh Nga, MC Hồng Phúc, diễn viên Thúy Ngân.
- Các điểm đến: Niigata, Osaka, Tottori, Kagoshima, Đà Nẵng, Hội An, Vĩnh Phúc, Hà Nội.

### Mùa 3
- Các nghệ sĩ tham gia (6 nghệ sĩ): diễn viên Thùy Anh, diễn viên hài Quốc Khánh, diễn viên Ngọc Thảo, diễn viên Huỳnh Anh, diễn viên Anh Vũ, diễn viên Trần Vân.
- Các điểm đến: Thành phố Hồ Chí Minh, Hải Phòng, Quảng Ninh, Sa Pa (Lào Cai).

### Mùa 4:
- Các nghệ sĩ tham gia: diễn viên Thanh Sơn, diễn viên Khả Ngân.
- Các điểm đến: Osaka, Kyoto, Kobe và Nara